# Les Spécialistes (installation)
Les Spécialistes est une installation d'art urbain des artistes français Julien Berthier et Simon Boudvin réalisée en 2006.

## Description
Les Spécialistes prennent la forme d'une plaque de bois d'environ 220 cm de hauteur sur 200 cm de largeur et seulement 10 cm de profondeur. L'œuvre est directement collée sur un mur de la rue Chapon, dans le 3e arrondissement de Paris, en France.
La plaque de bois est décorée de façon à reprendre les codes architecturaux du quartier, : en son milieu, elle contient un renfoncement muni d'une reproduction de porte verte, similaire à une porte discrète de la rue, donnant l'illusion d'une véritable entrée d'immeuble. Le pourtour est peint dans la même teinte de blanc que le mur sur lequel elle est posée. Une sonnette est installée dans l'embrasure et la porte est munie d'une fausse boite aux lettres. Dans le coin haut à droite se trouve une plaque indiquant un numéro de rue : 1 bis.
L'œuvre est signée à droite de la porte sur une plaque reprenant les initiales des auteurs et le nom de l'installation : « J.B. & S.B. Spécialistes ». Cette plaque reprend les codes typographiques et la fixation des plaques de professions libérales.

## Historique
L'œuvre est installée in situ tôt un samedi matin de 2006 sur un mur aveugle de la rue Chapon, en une trentaine de minutes.
L'installation est toujours présente en 2016. Comme les autres façades du quartier, elle est périodiquement taguée, ce qui conduit les services de la mairie de Paris à la nettoyer.